# Победнице светских првенстава у атлетици на отвореном — 5.000 метара
Дисциплина трчања на 5.000 метара у женској конкуренцији налази се у програму светских првенстава у атлетици од Светског првенства 1995. у Гетеборгу.
Највише успеха у појединачној конкуренцији имала је Кенијка Вивијан Черијот са две златне медаље и једном сребрном. Румунка Габријела Сабо, Етиопљанка Тирунеш Дибаба и Кенијка Хелен Обири освојиле су свака по две златне медаље. Хелен Обири држи рекорд Светских првенстава са временом од 14 минута, 26 секунде и 72 стотинке, оствареним 2019. у Дохи. У екипној конкуренцији Етиопија предњачи са 17 освојених медаља испред Кеније која их има 14.
Освајачице медаља на светским првенствима и њихови резултати приказани су у следећој табели. Резултати су дати у формату минути:секунде.стотинке.
| Светско првенство       |                         |              |                                  |          |                                 |          |
| Гетеборг 1995. детаљи   | Соња О'Саливен Ирска    | 14:46.47 РСП | Фернанда Рибеиро Португалија     | 14:48.54 | Захра Оазиз Мароко              | 14:53.77 |
| Атина 1997. детаљи      | Габријела Сабо Румунија | 14:57.68     | Роберта Брунет Италија           | 14:58.29 | Фернанда Рибеиро Португалија    | 14:58.85 |
| Севиља 1999. детаљи     | Габријела Сабо Румунија | 14:41.82 РСП | Захра Оазиз Мароко               | 14:43.15 | Ајелеч Ворку Етиопија           | 14:44.22 |
| Едмонтон 2001. детаљи   | Олга Јегорова Русија    | 15:03.39     | Марта Домингез Шпанија           | 15:06.59 | Ајелеч Ворку Етиопија           | 15:10.17 |
| Париз 2003. детаљи      | Тирунеш Дибаба Етиопија | 14:51.72     | Марта Домингез Шпанија           | 14:52.26 | Едит Масаи Кенија               | 14:52.30 |
| Хелсинки 2005. детаљи   | Тирунеш Дибаба Етиопија | 14:38.59 РСП | Месерет Дефар Етиопија           | 14:39.54 | Еџегајеху Дибаба Етиопија       | 14:42.47 |
| Осака 2007. детаљи      | Месерет Дефар Етиопија  | 14:57.91     | Вивијан Черијот Кенија           | 14:58.50 | Приска Џеплетинг Чероно Кенија  | 14:59.21 |
| Берлин 2009. детаљи     | Вивијан Черијот Кенија  | 14:57.97     | Силвија Џебивот Кибет Кенија     | 14:58.33 | Месерет Дефар Етиопија          | 14:58.41 |
| Тегу 2011. детаљи       | Вивијан Черијот Кенија  | 14:55.36     | Силвија Џебивот Кибет Кенија     | 14:56.21 | Месерет Дефар Етиопија          | 14:56.94 |
| Москва 2013. детаљи     | Месерет Дефар Етиопија  | 14:50.19     | Мерси Чероно Кенија              | 14:51.22 | Алмаз Ајана Етиопија            | 14:51.33 |
| Пекинг 2015. детаљи     | Алмаз Ајана Етиопија    | 14:26.83 РСП | Сенбере Тефери Етиопија          | 14:44.07 | Гензебе Дибаба Етиопија         | 14:44.14 |
| Лондон 2017. детаљи     | Хелен Обири Кенија      | 14:34.86     | Алмаз Ајана Етиопија             | 14:40.35 | Сифан Хасан Холандија           | 14:42.73 |
| Доха 2019. детаљи       | Хелен Обири Кенија      | 14:26.72 РСП | Маргарет Челимо Кипкембои Кенија | 14:27.49 | Констанце Клостерхалфен Немачка | 14:28.43 |
| Јуџин 2022. детаљи      | Гудаф Цегај Етиопија    | 14:46.29     | Беатрис Чебет Кенија             | 14:46.75 | Давит Сејаум Етиопија           | 14:47.36 |
| Будимпешта 2023. детаљи | Фејт Кипјегон Кенија    | 14:53.88     | Сифан Хасан Холандија            | 14:54.11 | Беатрис Чебет Кенија            | 14:54.33 |
| Токио 2025.             |                         |              |                                  |          |                                 |          |

## Биланс медаља у трци на 5.000 метара
Стање после СП 2023.
|     | Земља            |    |    |    |    |
| --- | ---------------- | -- | -- | -- | -- |
| 1.  | Етиопија         | 6  | 3  | 8  | 17 |
| 2.  | Кенија           | 5  | 6  | 3  | 14 |
| 3.  | Румунија         | 2  | -  | -  | 2  |
| 4.  | Ирска            | 1  | -  | -  | 1  |
| 4.  | Русија           | 1  | -  | -  | 1  |
| 6.  | Шпанија          | -  | 2  | -  | 2  |
| 7.  | Мароко           | -  | 1  | 1  | 2  |
| 7.  | Португалија      | -  | 1  | 1  | 2  |
| 7.  | Холандија        | -  | 1  | 1  | 2  |
| 10. | Италија          | -  | 1  | -  | 1  |
| 11. | Немачка          | -  | -  | 1  | 1  |
|     | Укупно 11 земаља | 15 | 15 | 15 | 45 |